# Neolissochilus benasi
 Neolissochilus benasi és una espècie de peix cipriniforme de la família dels ciprínids que es troba a Àsia.